# Abarema levelii
Abarema levelii es una especie de leguminosa del genus Abarema en la familia Fabaceae. Fue encontrada en una recolección, hecha en Guainía, por el docente brasileño Joäo Iganei de la Universidad Federal de Río Grande del Sur de Brasil, que realizó un estudio taxonómico durante dos días de la planta en el Herbario Amazónico Colombiano.